# Diocesi di Fulda

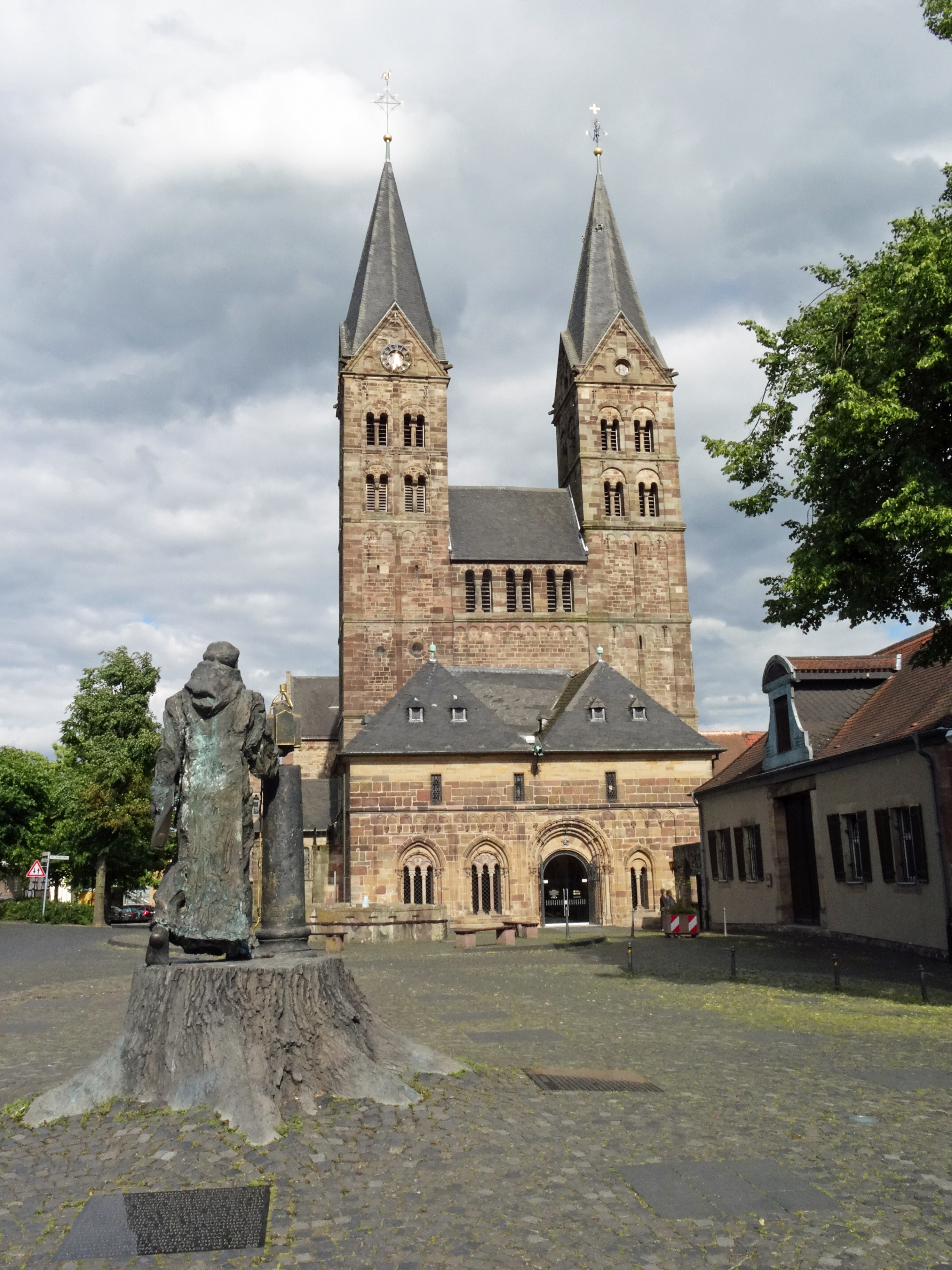
La basilica minore di San Pietro a Fritzlar.

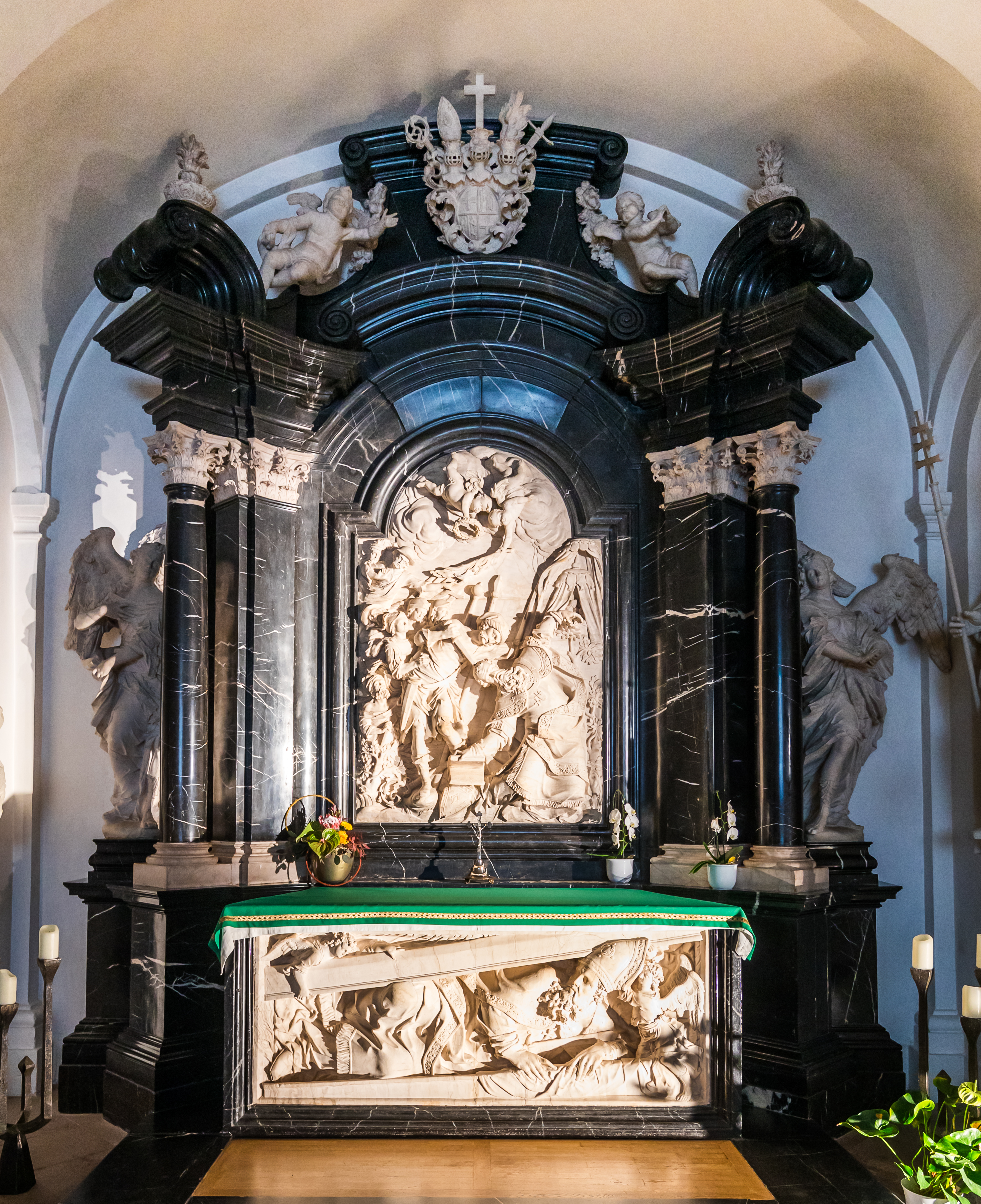
La tomba di San Bonifacio, venerato come apostolo della Germania, nella cattedrale di Fulda.

La diocesi di Fulda (in latino Dioecesis Fuldensis) è una sede della Chiesa cattolica in Germania suffraganea dell'arcidiocesi di Paderborn. Nel 2023 contava 377.350
battezzati su 1.731.050 abitanti. È retta dal vescovo Michael Gerber.

## Territorio
La diocesi comprende parte dell'Assia, nella Germania centrale.
Sede vescovile è la città di Fulda, dove si trova la cattedrale del Santissimo Salvatore. A Fritzlar sorge la basilica minore di San Pietro.
Il territorio è suddiviso in 10 decanati e in 183 parrocchie.

## Storia
Il monastero benedettino di Fulda venne fondato nel 744 da santo Sturmio, discepolo di san Bonifacio, come una delle piazzeforti di Bonifacio per la riorganizzazione della Chiesa di Germania, e una base per i missionari che accompagnavano le armate di Carlo Magno nella loro campagna politica e militare contro la Sassonia.
Il garante iniziale dell'abbazia fu Carlomanno, figlio di Carlo Martello. Il supporto del Maggiordomo di Palazzo di Aquisgrana e successivamente, dei Pipinidi e dei Carolingi, fu importante per il successo di Bonifacio. Fulda ricevette inoltre il supporto di diverse famiglie nobili che gravitavano attorno alla corte carolingia. Sturmio, che ne fu abate dal 747 al 779, era probabilmente imparentato con gli Agilolfingi, duchi di Baviera. Fulda ricevette importanti e costanti donazioni dagli Etichonidi, una nobile famiglia dell'Alsazia, e dai Corradini, predecessori degli imperatori Salici del Sacro Romano Impero. Sotto Sturmio, queste donazioni aiutarono l'abbazia a stabilire altre case a Johannesberg e a Petersberg, presso Fulda.
Dopo il suo martirio da parte delle popolazioni della Frisia, le reliquie di San Bonifacio vennero riportate a Fulda. Per questo fatto, le donazioni al monastero aumentarono notevolmente e Fulda poté costruire altre case religiose, come quella di Hameln. Nel frattempo san Lullo, successore di san Bonifacio come arcivescovo di Magonza, tentò di assorbire l'abbazia entro i confini della sua arcidiocesi, ma senza successo. Per questo egli fondò l'abbazia di Hersfeld, ai confini del territorio di Fulda.
Tra il 790 e l'819 la comunità ricostruì il monastero principale per dare una nuova sede alle reliquie. Il progetto si basava sul modello di una costruzione risalente al IV secolo (precedentemente demolita), l'antica Basilica di San Pietro di Roma, usando parti del transetto e della cripta per accogliere le spoglie di San Bonifacio, considerato l'"Apostolo della Germania". La cripta ed il rimanente dell'originaria abbazia conservano ancora oggi queste reliquie, ma la chiesa venne completamente ricostruita in epoca barocca. Una piccola cappella risalente al IX secolo rimane non lontano dalla chiesa, nel luogo dove più tardi venne fondata un'abbazia femminile.
Rabano Mauro fu abate a Fulda dall'822 all'842.
Dalla sua fondazione, l'Abbazia di Fulda e i suoi territori vennero sottoposti all'autorità imperiale attraverso la fondazione di un principato sovrano soggetto solo all'Imperatore del Sacro Romano Impero.
La diocesi di Fulda fu eretta il 5 ottobre 1752 con la bolla In Apostolicae dignitatis di papa Benedetto XIV e il principe abate ottenne il titolo tradizionale di principe vescovo. Originariamente la diocesi era immediatamente soggetta alla Santa Sede. I principi-vescovi governarono Fulda e i suoi possedimenti nella regione sin quando il vescovato non venne dissolto dalla dominazione napoleonica, nel 1803.
Nel XVIII secolo l'Abbazia di Fulda e la città vennero interessati dall'influsso barocco, concedendole il titolo di "Città Barocca". Questo comportò un rinnovamento in stile della Cattedrale di Fulda (1704-1712) e dello Stadtschloss (Castello-Palazzo, 1707-1712) ad opera di Johann Dientzenhofer. La chiesa parrocchiale della città, dedicata a San Biagio, venne costruita tra il 1771 ed il 1785.
Dal 1764 al 1789 Fulda fu famosa per le fabbriche di porcellana. Per la loro qualità e rarità, i prodotti di questo artigianato sono ancora oggi molto ricercati e apprezzati. Le fabbriche vennero costruite sotto il governo del principe vescovo Heinrich von Bibra, ma vennero chiuse alla sua morte dal suo successore, il principe vescovo Adalbert von Harstall.
Il 16 agosto 1821, in forza della bolla Provida solersque di papa Pio VII, con la quale si riorganizzavano le diocesi tedesche dopo il congresso di Vienna, il territorio di Fulda fu fatto coincidere con quello dell'elettorato d'Assia, a cui furono aggiunte nove parrocchie del granducato di Sassonia-Weimar-Eisenach. La diocesi era costituita da 70 parrocchie: oltre alle nove di Sassonia-Weimar-Eisenach e alle quaranta che già le appartenevano, furono annesse a Fulda le parrocchie di altre diocesi che ora ricadevano nel territorio dell'elettorato d'Assia, e precisamente 20 della diocesi di Magonza e una della diocesi di Paderborn. Contestualmente la diocesi divenne suffraganea dell'arcidiocesi di Friburgo in Brisgovia.
In seguito al Concordato con la Prussia del 1929, ratificato il 13 agosto 1930 con la bolla Pastoralis officii nostri di papa Pio XI, Fulda è entrata a far parte della provincia ecclesiastica dell'arcidiocesi di Paderborn; contestualmente furono ridefiniti i confini diocesani, con l'acquisizione di territori dall'arcidiocesi di Paderborn (Erfurt e Heiligenstadt) e la cessione di parrocchie alle sedi di Hildesheim e di Limburgo.
Dopo la seconda guerra mondiale porzioni delle diocesi di Fulda e di Würzburg si trovarono nella zona di occupazione sovietica e poi nella Repubblica Democratica Tedesca e fu sempre più difficile per i vescovi il governo di quei settori delle loro diocesi. I vescovi di Fulda eressero allora a Erfurt un vicariato generale (Bischöflich-fuldaische Generalvikariat), mentre quelli di Würzburg istituirono a Meiningen un commissariato episcopale (Bischöfliches Kommissariat). Nel 1973 la Santa Sede unì i due territori nel Bischöflichen Amt Erfurt-Meiningen (amministrazione apostolica di Erfurt-Meiningen), affidando la sua gestione pastorale ad un amministratore apostolico con carattere vescovile, sospendendo di fatto la giurisdizione dei vescovi di Fulda e Würzburg.
Il 20 novembre 1961, con la lettera apostolica Propugnatur fidei, papa Giovanni XXIII ha proclamato i santi Sturmio, abate, e Bonifacio, vescovo e martire, patroni principali della diocesi.
Nel 1994, contestualmente all'erezione della diocesi di Erfurt sul territorio del Bischöflichen Amt Erfurt-Meiningen, furono ridefiniti i confini delle diocesi vicine: Fulda acquisì la parrocchia di Dietlas, ma perse quelle di Abterode, Gasteroda, Vitzeroda, Hämbach, Kaiseroda, Tiefenort e Weißendiez.
Dal 31 marzo 2007 è stata adottata una nuova suddivisione territoriale in 10 decanati (precedentemente erano 29).

## Cronotassi dei vescovi
Si omettono i periodi di sede vacante non superiori ai 2 anni o non storicamente accertati.
- Amand von Buseck, O.S.B. † (5 ottobre 1752 - 4 dicembre 1756 deceduto)
- Adalbert von Walderdorff, O.S.B. † (17 gennaio 1757 - 16 settembre 1759 deceduto)
- Heinrich von Bibra, O.S.B. † (22 ottobre 1759 - 25 settembre 1788 deceduto)
- Adalbert (Wilhelm Adolph Heinrich) von Harstall, O.S.B. † (18 novembre 1788 - 8 ottobre 1814 deceduto)
- Heinrich (Philipp Ernst) von Warnsdorf, O.S.B. † (8 ottobre 1814 - 17 febbraio 1817 deceduto)
  - Sede vacante (1817-1828)
- Johann Adam Rieger † (23 giugno 1828 - 30 luglio 1831 deceduto)
- Johann Leonard Pfaff † (24 febbraio 1832 - 3 gennaio 1848 deceduto)
- Christoph Florentius Kött † (11 dicembre 1848 - 14 ottobre 1873 deceduto)
- Georg von Kopp † (15 novembre 1881 - 9 agosto 1887 nominato vescovo di Breslavia)
- Joseph Weyland † (25 novembre 1887 - 11 gennaio 1894 deceduto)
- Georg Ignatz Komp † (21 maggio 1894 - 24 marzo 1898 nominato arcivescovo di Friburgo in Brisgovia)
- Adalbert Endert † (31 agosto 1898 - 17 luglio 1906 deceduto)
- Joseph Damian Schmitt † (23 febbraio 1907 - 10 aprile 1939 deceduto)
- Johann Baptist Dietz † (10 aprile 1939 succeduto - 2 ottobre 1958 dimesso[4])
- Adolf Bolte † (30 giugno 1959 - 5 aprile 1974 deceduto)
- Eduard Schick † (18 dicembre 1974 - 1º luglio 1982 ritirato)
- Johannes Dyba † (1º giugno 1983 - 23 luglio 2000 deceduto)
- Heinz Josef Algermissen (20 giugno 2001 - 5 giugno 2018 ritirato)
- Michael Gerber, dal 13 dicembre 2018

## Statistiche
La diocesi nel 2023 su una popolazione di 1.731.050 persone contava 377.350 battezzati, corrispondenti al 21,8% del totale.
| anno | popolazione | popolazione | popolazione | presbiteri | presbiteri | presbiteri | presbiteri                | diaconi | religiosi | religiosi | parrocchie |
| anno | battezzati  | totale      | %           | numero     | secolari   | regolari   | battezzati per presbitero | diaconi | uomini    | donne     | parrocchie |
| ---- | ----------- | ----------- | ----------- | ---------- | ---------- | ---------- | ------------------------- | ------- | --------- | --------- | ---------- |
| 1950 | 782.036     | 3.713.376   | 21,1        | 501        | 381        | 120        | 1.560                     |         | 195       | 2.048     | 284        |
| 1970 | 712.825     | 3.638.170   | 19,6        | 727        | 613        | 114        | 980                       |         | 218       | 901       | 380        |
| 1980 | 474.232     | 1.830.000   | 25,9        | 494        | 371        | 123        | 959                       | 7       | 191       | 741       | 233        |
| 1990 | 463.497     | 1.800.000   | 25,7        | 482        | 380        | 102        | 961                       | 13      | 149       | 567       | 232        |
| 1999 | 450.543     | 1.870.000   | 24,1        | 403        | 353        | 50         | 1.117                     | 18      | 115       | 602       | 172        |
| 2000 | 447.275     | 1.910.000   | 23,4        | 402        | 352        | 50         | 1.112                     | 17      | 103       | 435       | 172        |
| 2001 | 447.431     | 1.931.027   | 23,2        | 425        | 336        | 89         | 1.052                     | 22      | 136       | 411       | 172        |
| 2002 | 443.663     | 1.950.000   | 22,8        | 390        | 333        | 57         | 1.137                     | 27      | 112       | 418       | 172        |
| 2003 | 441.663     | 3.147.000   | 14,0        | 408        | 323        | 85         | 1.082                     | 29      | 134       | 400       | 172        |
| 2004 | 440.593     | 3.212.000   | 13,7        | 379        | 321        | 58         | 1.162                     | 32      | 112       | 378       | 173        |
| 2006 | 434.916     | 2.300.000   | 18,9        | 365        | 311        | 54         | 1.191                     | 35      | 83        | 330       | 223        |
| 2013 | 403.668     | 1.714.494   | 23,5        | 327        | 286        | 41         | 1.234                     | 49      | 85        | 231       | 305        |
| 2016 | 402.200     | 1.721.000   | 23,4        | 356        | 280        | 76         | 1.129                     | 54      | 112       | 188       | 292        |
| 2019 | 382.442     | 1.723.473   | 22,2        | 339        | 262        | 77         | 1.128                     | 60      | 119       | 161       | 209        |
| 2021 | 377.200     | 1.727.479   | 21,8        | 328        | 257        | 71         | 1.150                     | 56      | 94        | 249       | 204        |
| 2023 | 377.350     | 1.731.050   | 21,8        | 305        | 240        | 65         | 1.237                     | 51      | 232       | 231       | 183        |